# Budjala
Budjala est une localité, chef-lieu de territoire du Sud-Ubangi en république démocratique du Congo.

## Géographie
La localité est située sur la route RP322 à 106 km au sud du chef-lieu provincial Gemena.

## Administration
Chef-lieu territorial de 25 555 électeurs enrôlés pour les élections de 2018, elle a le statut de commune rurale de moins de 80 000 électeurs, elle aura 7 conseillers municipaux.

## Population
Le dernier recensement date de 1984,.
| 1984 | 2004   | 2012   |
| ---- | ------ | ------ |
| -    | 18 375 | 22 147 |